# 克利辛齊
49°25′54″N 32°38′4″E / 49.43167°N 32.63444°E
克利什欽齊（烏克蘭語：Кліщинці）是位於烏克蘭中部的村莊，由切爾卡瑟州佐洛托諾沙區的伊爾克利伊夫市鎮負責管轄。該村始建於十七世紀，面積42.3平方公里，海拔高度116米，2001年人口1,307，人口密度每平方公里30.9人。